# Ángel Cuartas Cristobal
Ángel Cuartas Cristóbal (ur. 1 czerwca 1910 roku w Lastres, zm. 7 października 1934 w Oviedo) – hiszpański męczennik i błogosławiony Kościoła katolickiego.

## Życiorys
Ángel urodził się 1 czerwca 1910 roku w Lastres, w Asturii jako syn rybaka. Jego rodzina była liczna, sam był ósmym z dziewięciorga dzieci. W dzieciństwie uczęszczał do szkoły w swej rodzinnej miejscowości. Z powodu braku pieniędzy w rodzinie, Ángel po ukończeniu szkoły zaczął pracować w przetwórni ryb. W 1923 gdy miał 13 lat wstąpił do Niższego Seminarium Duchownego w Valdediós, skąd po sześciu latach przeniósł się do Wyższego w Oviedo. Gdy w 1931 roku władzę w Hiszpanii przejęły władze nastawione antyklerykalnie, Ángel nie opuścił seminarium. W 1934 roku rozpoczął 5 rok studiów. 7 października 1934 roku razem z innymi klerykami zginął śmiercią męczeńską. Razem z nimi został beatyfikowany 9 marca 2019 roku przez Franciszka (ceremonii w imieniu przewodniczył ks. kardynał Giovanni Angelo Becciu, prefekt Kongregacji Spraw Kanonizacyjnych).